# Episodi di Un passo dal cielo (settima stagione)
La settima stagione della serie televisiva Un passo dal cielo è stata trasmessa in prima visione su Rai 1 dal 30 marzo 2023 all'8 maggio 2023. I primi 2 episodi sono stati pubblicati in anteprima sulla piattaforma streaming RaiPlay il 27 marzo 2023. 
| N° | Titolo                | Prima TV Italia |
| -- | --------------------- | --------------- |
| 1  | L'uomo degli orsi     | 30 marzo 2023   |
| 2  | Altezze diverse       | 6 aprile 2023   |
| 3  | Purosangue            | 13 aprile 2023  |
| 4  | Solo per amore        | 20 aprile 2023  |
| 5  | Radici e rami         | 27 aprile 2023  |
| 6  | Nido d'amore          | 4 maggio 2023   |
| 7  | Il guardiano del lago | 7 maggio 2023   |
| 8  | L'ultima verità       | 8 maggio 2023   |

## L'uomo degli orsi
- Diretto da: Enrico Ianniello
- Scritto da: Mario Ruggeri

### Trama
In sella ad una motocicletta, con stivali e occhiali da sole: è così che ritroviamo Manuela Nappi, promossa ispettrice e divenuta grazie all'addestramento esperta in prossemica e in tecniche di interrogatorio: torna inaspettatamente (sorprendendo soprattutto Vincenzo, che la credeva a Verona) a San Vito di Cadore per chiarire le circostanze della morte di un'amica, Roberta, in un incidente d'auto, di cui si ritiene responsabile (in realtà infatti Roberta era una sua informatrice in un caso su una società di riciclaggio). Al cimitero, Manuela si imbatte in Gregorio Masiero, vedovo della donna e uno scultore locale che ora si ritrova a dover crescere da solo il figlio Andrea, di due anni, ma che da dopo la tragedia, annientato dal dolore, è allo sbando e rischia di perderne l'affido. Appena stabilitasi nel capanno di Francesco (che si è trasferito definitivamente in Slovenia con i lupi di Emma), Manuela soccorre un cavallo che presenta tracce di sangue e seguendolo fino ad una grotta rinviene il cadavere di una ragazza accoltellata. Nella penombra, un individuo misterioso le punta un coltello alla gola, lei mantiene il controllo riuscendo a divincolarsi ma l'altro fugge. Si scopre che la vittima, Marica, era ospitata presso la comunità "Eden", una struttura che accoglie soltanto ragazze con precedenti penali per aiutarle a riabilitarsi. Malgrado le ospiti e i gestori neghino di conoscere l'uomo dell'identikit, Manuela intuisce che la responsabile Adele Sartor (il cui figlio diciassettenne Mirko vive anch'egli lì) mente; dopo molte reticenze, quest'ultima rivela all'ispettrice che l'individuo che stanno cercando è il selvaggio Nathan, suo fratello adottivo: si dice che sia stata un'orsa ad occuparsi di lui fino al momento in cui è stato trovato a cinque anni da una coppia di antropologi (i genitori di Adele) nella stessa grotta nella quale è stata rinvenuta la vittima, e da loro adottato; compiuta la maggiore età, ha deciso di tornare a vivere nei boschi, abitando da più di quindici anni in un rudere che domina la valle con il necessario per sopravvivere e cacciare. 
Nathan viene arrestato perché sospettato dell'omicidio e si dimostra poco collaborativo, per via del suo carattere scostante e diffidente (ha forti pregiudizi nei confronti degli esseri umani, preferendo la compagnia degli animali). Manuela inizia a scalfire la sua "corazza" e lui li mette sulle tracce di Luciano Paron, il potente e temuto allevatore che tiene in pugno la valle e che Nathan è certo la stia inquinando con sversamenti illegali.
Nathan viene scagionato e rivela a Manuela la verità sulla denuncia per aggressione di diciassette anni prima (a seguito della quale si è rifugiato nei boschi): all'epoca Adele e Paron erano fidanzati, una sera dopo una festa lui ha tentato di violentarla e Nathan l'ha aggredito. Mirko accetta di lavorare per Paron (ha scoperto solo da qualche mese che è il suo padre biologico, ma non sa dello stupro, anzi è arrabbiato con la madre per averlo tenuto all'oscuro della sua esistenza), anche se Adele vorrebbe tenerlo lontano dall'uomo. 
Nel frattempo, Vincenzo è diviso tra una sorella che fatica a riconoscere (pensa che vi sia un motivo più profondo alla base del trasferimento di Manuela) e una Carolina imprenditrice che riceve un'offerta professionale inaspettata e imperdibile nientemeno che da Joe Bastianich, ed esprime al Vice Questore il proprio desiderio di avere un figlio tutto loro, sfruttando ogni possibile momento di intimità. Grazie ad uno stratagemma attuato da lui, Carolina si convince infine a dare priorità alla carriera. Huber è alle prese con la figlia adolescente. Manuela si confida con il fratello: crede che la morte di Roberta sia stata un omicidio, ma non ha ancora il coraggio di dire la verità a Gregorio, sebbene intenda stargli accanto per provare a "ripagare" la perdita che ha subìto. Nathan rimane devastato scoprendo l'orsa che lo ha allevato morta sul greto del torrente.
- Citazione finale: "C'è tale pace profonda, e tale immensa bellezza nella natura, proprio perché nulla cerca di trasgredire i suoi limiti" (Rabindranath Tagore)
- Nota: questa stagione è la prima senza Francesco Neri, interpretato da Daniele Liotti dalla quarta alla sesta stagione: l'uscita di scena del personaggio viene motivata spiegando che ha finalmente deciso di realizzare il sogno di Emma (la donna che amava, morta poco dopo il matrimonio) di accompagnare in Slovenia il branco di lupi che avevano salvato insieme, trasferendosi lì.
- Altri interpreti: Alessandro Bedetti (Mirko Sartor), Davide Tucci (Hans Christian), Joe Bastianich (sé stesso), Ludovica Ciaschetti, Mara Crisci, Lucia Ceracchi (Maria Chiara Paron), Margherita Tiesi (Roberta), Simone Moretto (Aldo), Alice Cadiman, Irene Koka (Mela), Giacomo Rossetto, Francesca Masini (Lisa), Francesco Articci (Paolo), Alvise Marascalchi (Paolino)
- Ascolti: telespettatori 4 656 000 – share 27,18%[1]

## Altezze diverse
- Diretto da: Enrico Ianniello
- Scritto da: Mario Ruggeri

### Trama
Una giovane motociclista, Laura Lorusso, viene trovata in un crepaccio. Manuela scopre che la morte della ragazza potrebbe essere collegata al misterioso incidente della sua amica e informatrice Roberta: infatti, la vittima aveva incontrato lo stesso avvocato di Belluno al centro del caso su cui Roberta avrebbe dovuto portare le prove di truffa a Manuela la sera dell'incidente. Manuela propone a Nathan di collaborare per incastrare insieme Paron (che la brillante poliziotta ritiene implicato sia nella morte di Roberta che in quella di Laura), lui inizialmente rifiuta insistendo di non voler mescolarsi con gli altri uomini ma poi cambia idea (avendo vissuto nei boschi tutta la vita, ha sviluppato abilità particolari nel riconoscere e interpretare tracce e impronte, e crede che l'orsa sia morta avvelenata a causa degli sversamenti illegali dell'allevatore). Lei organizza un incontro con l'avvocato proponendogli un accordo: non renderà pubbliche le prove del riciclaggio, se lui li aiuterà a prendere Paron; l'uomo apparentemente accetta, ma in Commissariato si addossa l'intera responsabilità di tutte le attività, senza menzionare né le due ragazze né l'imprenditore, lasciandoli quindi di nuovo senza nulla per arrestarlo. 
Nel frattempo, Manuela continua a trascorrere del tempo con Gregorio e il piccolo Andrea, per i quali spera di svelare la verità e fare giustizia; un gallerista ha commissionato all'uomo alcune statue da esporre in una sua mostra; lui non intende vendere quella che raffigura la defunta moglie allora Manuela lo convince a realizzarne una nuova, posando per lui. Durante la sessione, lui, che rivede in lei Roberta, la bacia, lei è a disagio e se ne va. Il giorno seguente, Gregorio si presenta fuori dal Commissariato per scusarsi: si è reso conto di non riuscire a superare la perdita della moglie e non si sente più in grado di scolpire (dato che era lei la sua ispirazione e motivazione). Al termine dell'episodio, tuttavia, lui le chiede di accompagnarlo nel museo cittadino dove è esposta la nuova statua e la ringrazia perché è merito suo se ha ritrovato la passione.
Mirko, il figlio di Adele e Paron che ha iniziato a lavorare presso quest'ultimo, ha una cotta per Irene, una delle ospiti della comunità gestita dalla madre: tenta di baciarla ma lei ritraendosi lo fa involontariamente cadere, le altre ragazze lo scherniscono e lui, infastidito, le definisce "merce avariata". Successivamente, in un locale, Irene viene importunata da un tizio, Mirko prende le sue difese e si scusa per ciò che aveva detto; improvvisamente sopraggiunge la sorella della ragazza che gli intima di lasciarla in pace. 
Carolina riceve la visita di un nuovo e affascinante socio, Hans Christian, il suo migliore amico d'infanzia, mentre Vincenzo inizia ad essere insofferente all'inversione di ruoli in casa (la compagna con una carriera di successo e lui che si occupa delle faccende domestiche e dei figli); inoltre, scatena involontariamente la gelosia della compagna comportandosi in modo strano: lei si insospettisce e si genera una escalation di equivoci (lei si convince che lui abbia un'amante; in realtà si sta sottoponendo a delle sedute da una psicoterapeuta, che si rivela essere la fidanzata di Hans che lui lascia).
- Citazione finale: "Che bene è ricordare, ma a perdercisi dentro si impedisce al tempo di adesso di venire" (Vinicio Capossela)
- Altri interpreti: Alessandro Bedetti (Mirko Sartor), Davide Tucci (Hans Christian), Ludovica Ciaschetti (Irene), Mara Crisci, Lucia Ceracchi (Maria Chiara Paron), Margherita Tiesi (Roberta), Chiara Elcino, Luca Seta, Giacomo Rossetto, Ettore Distasio, Artem (Ruslan Karpenko), Luigi Pedranzini, Maria Chiara Arrighini, Giovanni Tomassetti, Laura Locatelli (psicoterapeuta Muscarich), Irene Koka (Mela), Alvise Marascalchi (Paolino)
- Ascolti: telespettatori 3 917 000 – share 22,75%[2]

## Purosangue
- Diretto da: Laszlo Barbo
- Scritto da: Andrea Valagussa e Riccardo Galeazzi

### Trama
Alla vigilia di un evento di dressage, all'interno di un maneggio sparisce un prezioso purosangue e il suo fantino viene ucciso. Per ritrovarlo, Manuela si rivolge a Nathan (il quale percepisce la sua presenza grazie al suo profumo), che soccorre il fratello della vittima e insieme portano a termine la ricerca con successo. Il colpevole dell'omicidio è la zia della vittima, che voleva vendere il maneggio e aveva persino svolto ricerche online su come sbarazzarsi di un cavallo. 
Nel caso si rivela coinvolto Mirko, che ammette di aver rubato le selle per addossare la colpa a Daria, sorella maggiore di Irene (una delle ospiti della comunità "Eden"), la quale disapprova la loro frequentazione. Nathan rivela a Manuela che, a seguito della violenza sessuale subìta da Paron, Adele si era detta disposta a perdonarlo se lui fosse tornato con lei: per tale ragione Nathan non intende aiutare la sorella a riappacificarsi con il figlio, convinto che lei lo perderà (Paron ha invitato il ragazzo a vivere da lui), anche se Manuela lo prega di provarci. Emerge anche una nuova potenziale pista per incastrare l'allevatore, ovvero una jeep mancante dal parco macchine del ranch; ne è stato denunciato il furto a Verona, ma potrebbe essere quella che ha mandato fuori strada l'auto di Roberta la sera dell'incidente (Manuela ha dei flashback); essa viene rintracciata presso uno sfasciacarrozze, dove si constata che è purtroppo integra. Successivamente, Manuela ha un'intuizione che porta ad una seconda visita al luogo, però la jeep è stata fatta sparire. Mirko comunica alla madre di aver accettato l'invito di Paron per conoscerlo meglio; allora Adele gli racconta dello stupro, ma lui non le crede.
Gregorio è in difficoltà nel ruolo di genitore single: è talmente concentrato sulla nuova statua da scolpire da dimenticarsi del figlio per un'intera giornata; il piccolo lo cerca per tutta la casa e nei dintorni senza trovarlo (l'uomo era in legnaia e poi in laboratorio), arrivando fino al bar del paese (dove il padre si reca spesso a bere) e il barista lo riaccompagna a casa. L'assistente sociale si presenta in Commissariato e Manuela è costretta a raccontare l'accaduto; di conseguenza, a Gregorio viene revocato l'affido. Lui si arrabbia con Manuela e inizia a evitare le sue telefonate. Qualche giorno dopo, Manuela riceve una chiamata dal barista che la informa che Gregorio è nel locale completamente ubriaco e dunque non in grado di tornare a casa; lei si precipita, lui la incolpa ed è rassegnato all'aver perso il figlio, ma lei lo rimprovera dicendogli di smetterla di autocommiserarsi e spronandolo invece a lottare per Andrea.
Nel frattempo, un indizio getta un'ombra sulla relazione tra Vincenzo e Carolina: infatti, lui scova un completo intimo rosso molto sexy nel suo cassetto della biancheria e, pensando che l'abbia acquistato per Hans, inizia a sospettare che lei lo tradisca; cerca di non lasciarsi sopraffare dalla gelosia convincendosi di essere un uomo moderno, ma poi soccombe e si presenta a quello che crede un appuntamento romantico tra i due facendo una scenata alla compagna. Si rende conto troppo tardi che in realtà è un corso di sommelier, e si scopre che il completo in realtà l'ha acquistato Paolino, figlio di Carolina, su richiesta della figlia di Huber (di cui lui si è segretamente innamorato) affinché questa riuscisse a impressionare il fidanzato. Hans propone a Carolina di tenere un corso di vini coltura con lui per sei mesi in Germania e d'impulso la bacia, lei gli dà uno schiaffo e se ne va irritata. Vincenzo si scusa con lei e le chiede di sposarlo, lei accetta.
Gregorio si reca al capanno di Manuela per dirle di aver riflettuto sulle sue parole: è deciso a riottenere l'affido di Andrea.
Nell'ultima scena dell'episodio, Vincenzo e Carolina annunciano ai familiari (incluso Huber) il loro matrimonio; le congratulazioni vengono interrotte dall'improvvisa e inaspettata comparsa di Eva, arrivata per il compleanno di Mela (di lì a due giorni), la quale comunica che si stabilirà temporaneamente a casa Nappi.
- Citazione finale: "Il modo migliore per scoprire se ci si può fidare di qualcuno è di dargli fiducia" (Ernest Hemingway)
- Altri interpreti: Alessandro Bedetti (Mirko Sartor), Davide Tucci (Hans Christian), Ludovica Ciaschetti (Irene), Mara Crisci, Lucia Ceracchi (Maria Chiara Paron), Margherita Tiesi (Roberta), Viviana Zappa, Mauro Serio, Francesco Bertozzi, Giacomo Rossetto, Irene Koka (Mela), Umberto Terruso, Francesca Masini (Lisa), Luigi Pedranzini, Alvise Marascalchi (Paolino)
- Ascolti: telespettatori 3 834 000 – share 21,22%[3]

## Solo per amore
- Diretto da: Laszlo Barbo
- Scritto da: Elena Santoro

### Trama
Il rinvenimento del cadavere di una donna sulla sponda di un fiume conduce Vincenzo e Manuela in un'indagine che si snoda tra boschi millenari e il mondo incantato degli artigiani che realizzano strumenti musicali dal legno vergine, svelando una storia di bigamia e di sacrificio. La stessa Manuela viene aggredita finendo in ospedale e al suo capezzale giungono sia Nathan (che collabora anche con la Polizia per risolvere il caso) che Gregorio, il quale appena lei viene dimessa le offre ospitalità per non lasciarla sola, chiedendole poi di posare nuovamente per lui perché vuole finire la nuova statua (ha venduto quella che raffigura la moglie), oltre ad aggiustare il tetto del capanno.
Adele chiede a Nathan di rintracciare Mirko, sparito dopo le rivelazioni della madre su Paron. Il ragazzo si sta costruendo un rifugio a precipizio sulle rocce, Nathan gli offre aiuto ma lui insiste nel volersela cavare da solo. Quella notte, tuttavia, un lupo in cerca di cibo lo ferisce: Nathan lo soccorre per medicarlo e vanno insieme in un laghetto a fare il bagno. Nathan lo invita a vivere con lui. Successivamente, Mirko sfoga su di lui la rabbia e la delusione che prova nei confronti della madre per avergli mentito tutta la vita e lo respinge nuovamente.
Gregorio bacia nuovamente Manuela, questa volta senza "vedere" in lei la defunta moglie.
L'improvviso ritorno di Eva crea scompiglio nella routine familiare di casa Nappi e tensioni nella relazione tra Vincenzo e Carolina, la quale mal sopporta la convivenza forzata. La crisi esplode soprattutto quando Carolina sorprende i due ex provare le battute (che sembrano rispecchiare il loro passato rapporto) di una scena romantica per un provino che è stato proposto alla modella. Eva si scusa con lei, poi chiede un prestito di denaro a Vincenzo (sta passando un momento complicato) e decide di partire dopo il compleanno di Mela. Vincenzo e Carolina discutono dato che lei è convinta che lui le abbia fatto la proposta di matrimonio soltanto per impedirle di andare in Germania con Hans; Vincenzo afferma invece di averla fatta perché la ama, ma lei non è più sicura di volerlo sposare. Lui ed Eva si parlano a cuore aperto: quest'ultima gli consiglia di non farsi fermare dalla paura e vorrebbe che lui e la compagna si chiarissero poiché la ritiene "quella giusta". Intanto, in vigna, Carolina riferisce ad Hans la discussione con Vincenzo, lui crede ancora che il Vice Questore non sia l'uomo adatto a lei e la bacia, poi fanno l'amore. Il giorno seguente, Vincenzo chiede a Carolina di incontrarsi: si scusa, ammette di essere stato terrorizzato dalla possibilità di perderla (per la Germania), ma che ora non vuole più avere paura, richiedendole di sposarlo. Grazie alla conversazione con Vincenzo, Eva decide di restare a San Vito per più tempo.
Mirko accetta di vivere con Nathan, mentre Vincenzo va al capanno della sorella e, riflettendo sul caso risolto, ammette che ci si può fidare di lui (che intanto ha trovato, nascosta in una grotta in mezzo al bosco, quella che sembra la jeep mancante dal ranch di Paron).
- Citazione finale: "Ogni amicizia, e ogni amore, è fatta di sacrifici nascosti, gesti che l'altro non conosce subito, e che a volte non conoscerà mai direttamente" (Jonah Lynch)
- Altri interpreti: Alessandro Bedetti (Mirko Sartor), Davide Tucci (Hans Christian), Ludovica Ciaschetti (Irene), Mara Crisci, Lucia Ceracchi (Maria Chiara Paron), Margherita Tiesi (Roberta), Davide Mancini, Emilio De Marchi, Teresa Tanini, Prince Manujibeya, Ibiza Altea, Irene Koka (Mela), Alvise Marascalchi (Paolino)
- Ascolti: telespettatori 3 658 000 – share 19,60%[4]

## Radici e rami
- Diretto da: Laszlo Barbo
- Scritto da: Alberto Vignati

### Trama
Durante una Rievocazione Storica della Grande Guerra, un giovane viene ucciso da una pallottola vera e Vincenzo e Manuela devono scoprire che cosa sia accaduto. Il caso li porta a scoperchiare una vicenda familiare intricata e dolorosa (nella quale sono coinvolti i Contarini, una ricca famiglia proprietaria di uno degli alberghi più noti del paese), mentre la collaborazione tra la Polizia e Nathan si consolida; quest'ultimo è ancora alle prese con la rabbia del nipote Mirko nei confronti di Paron dopo che Adele ha raccontato al figlio di essere stata violentata dall'uomo. Servendosi degli insegnamenti di Nathan, una notte Mirko lancia frecce infuocate contro la stalla di Paron perché desidera ucciderlo e poi chiede spiegazioni a Nathan sul comportamento della madre: il cacciatore gli spiega che l'unico motivo che ha spinto Adele a tornare da Paron è che voleva proteggerlo (come fanno le madri in natura), consigliandogli di non compiere il proprio stesso errore, ovvero quello di scappare e di accusarla.
Nel frattempo, Huber viene buttato fuori casa dalla moglie per ragioni misteriose; Carolina si trova a dover gestire contemporaneamente il ritorno della ex di Vincenzo, Eva (e l'intesa tra i due riemerge), l'organizzazione del matrimonio con il commissario e un segreto che fatica a mantenere: infatti non ha il coraggio di confessargli di averlo tradito con Hans (il quale, da parte sua non ritiene Nappi l'uomo giusto per lei e vuole che lei conceda una possibilità alla loro relazione). Sarà proprio Eva a raccomandare a Carolina di parlare con Vincenzo il prima possibile, oltre ad incoraggiarla a riappacificarsi con la madre, la Contessa Volpi, che alla fine Carolina invita alle nozze (la donna pone però la condizione di organizzarle lei stessa). 
Manuela aiuta Gregorio a preparare la casa per l'ispezione dell'assistente sociale e poi si fingono una coppia per sostenere il colloquio con la dottoressa mandata dal Tribunale dei Minorenni di Belluno che ha il compito di valutare l'idoneità o meno del padre a riassumere il ruolo genitoriale per il piccolo Andrea: l'ispezione ha esito positivo, al contrario del colloquio al termine del quale invece la dottoressa comunica che non approverà la richiesta di ritorno del bambino a casa e che dunque andrà in affidamento. Gregorio ha uno scatto d'ira, ma successivamente si reca da solo a parlare nuovamente con la donna e la convince ad affidargli Andrea almeno per una volta ogni due settimane. Manuela tenta anche di chiarirsi con lui per il loro bacio facendogli capire che non può esserci niente tra loro, anche se alla fine dell'episodio lei si lascia andare e fanno l'amore. Mirko, avendo riflettuto sulle parole di Nathan, decide di tornare dalla madre e la abbraccia, con Nathan che li osserva da lontano.
- Citazione finale: "E questa nostra vita, via dalla folla, trova lingue negli alberi, libri nei ruscelli, prediche nelle pietre, e ovunque il bene" (William Shakespeare)
- Altri interpreti: Alessandro Bedetti (Mirko Sartor), Valeria Cavalli (Contessa Volpi), Davide Tucci (Hans Christian), Augusto Zucchi, Elisabetta Pellini, Francesco Meola, Filippo Andreetto, Fausto Cabra, Camilla Tagliaferri, Michael Marini, Rossana Mortara, Irene Koka (Mela), Alvise Marascalchi (Paolino)
- Ascolti: telespettatori 4 061 000 – share 22,40%[5]

## Nido d'amore
- Diretto da: Laszlo Barbo
- Scritto da: Carlo Mazzotta

### Trama
L'indagine sull'omicidio di un noto costruttore di sci porta a svelare un grande amore ma mette il lavoro di Vincenzo a rischio. Nathan fornisce una pista per trovare il fuggitivo di cui sospettano, ma durante il raid si sente un colpo di pistola e l'uomo finisce in coma. Il Questore sospende Nappi in attesa di verificare se la procedura è stata seguita correttamente, e il Commissario cede il comando a Manuela, la quale affiancata da Nathan si impegna a dimostrare l'integrità del fratello, anche se il sospettato si risveglia e conferma che è stato proprio Nappi a sparargli.
Manuela ha fatto l'amore con Gregorio, vorrebbe dirgli la verità su Roberta ma non vi riesce essendosi resa conto che si sta innamorando di lui. La felicità raggiunta è minacciata dalla comparsa del suo ex Dirigente di Belluno, che la informa che i superiori intendono archiviare il caso dell'incidente; per impedirlo, si potrebbe parlare con il vedovo, perciò chiede a lei di farlo (ignorando che i due si stiano frequentando e che Gregorio non sapesse nulla delle azioni della moglie). Successivamente, l'ex Dirigente la vede in intimità con Gregorio e la rimprovera severamente per essersi fatta coinvolgere sentimentalmente.
La madre di Carolina, che ha preteso di organizzare le nozze della figlia con Vincenzo e si dimostra esigente e puntigliosa, propone Hans come testimone di lei, scatenando il suo fastidio; quest'ultimo, da parte sua, fa pressione su Carolina affinché confessi al Vice Questore la loro notte di passione, altrimenti sarà lui a farlo. Anche Eva cerca nuovamente di spingerla a parlare con l'uomo, ma l'altra spiega di aver deciso di non dirgli nulla. Non appena Huber comunica a Vincenzo che Hans lo sta sostituendo persino alle prove in chiesa, Nappi (geloso e non sopportando la vicinanza tra lui e la compagna) si precipita: al momento della lettura della formula tradizionale, tuttavia, Carolina corre via. Vincenzo la raggiunge a casa e le domanda il motivo del suo turbamento (pensa infatti di aver sbagliato qualcosa): allora lei gli confessa il tradimento con Hans, aggiungendo di essersi resa conto di non poter iniziare una vita con lui mantenendo un segreto del genere. Lui è sconvolto e deluso, afferma che un giorno potrebbe perdonarla ma esprime la volontà di annullare il matrimonio.
Il padre di Daria e Irene (che la prima aveva tentato di uccidere per salvare sé stessa e la sorella) riappare nella vita delle ragazze pretendendo i soldi della madre: Mirko assiste alla conversazione tra lui e Irene e si intromette, venendo accoltellato dalla ragazza mentre l'uomo fugge; viene portato in ospedale e mente sulla causa delle ferite. Nathan intuisce che l'ha fatto per proteggere Irene, della quale è ancora innamorato, e informa Adele, che parla con Irene dicendo che non tutti gli uomini sono come suo padre, alcuni come Nathan e lo stesso Mirko sono dei "buoni". Quest'ultimo affronta il padre delle ragazze ordinandogli di star loro lontano e lo minaccia, poi lui (che insieme a Nathan ha costruito uno steccato a "Eden" per evitare visite indesiderate in futuro) e Irene si riappacificano e si baciano.
Alla fine dell'episodio, Manuela si reca da Gregorio per raccontargli la verità su Roberta ma è colta alla sprovvista quando la porta si apre ed esce il suo ex Dirigente: capendo che lei non avrebbe avuto il coraggio di dirgli tutto, l'ha preceduta. Gregorio ora sa che lei gli ha mentito, è infuriato, la caccia e brucia la nuova statua che ha realizzato. Al capanno, Vincenzo e Manuela si confidano sulle rispettive situazioni: lui le rivela il tradimento di Carolina e dice che hanno deciso di prendersi una pausa; lei gli racconta di Gregorio, riconoscendo che aveva ragione a raccomandarle di stare attenta.
- Citazione finale: "Mettimi come sigillo sul tuo cuore, come sigillo sul tuo braccio; perché forte come la morte è l'amore, tenace come gli inferi è la passione: le sue vampe son vampe di fuoco" (Cantico dei Cantici 8,6)
- Altri interpreti: Alessandro Bedetti (Mirko Sartor), Valeria Cavalli (Contessa Volpi), Davide Tucci (Hans Christian), Ludovica Ciaschetti, Mara Crisci, Lucia Ceracchi (Maria Chiara Paron), Umberto Terruso, Mario Russo, Marta Meneghetti, Maurizio Fanin, Arianna Primavera, Tommaso Amadio, Martina Iacomelli,Alvise Marascalchi (Paolino), Irene Koka (Mela),  Massimiliano Ossini (sé stesso)
- Ascolti: telespettatori 3 841 000 – share 22,11%[6]

## Il guardiano del lago
- Diretto da: Enrico Ianniello
- Scritto da: Edoardo A. Gino

### Trama
Il guardiano di un albergo in riva ad uno splendido lago viene trovato in fin di vita e ricoverato in terapia intensiva. Inizialmente si pensa ad un coinvolgimento della figlia, che odiava il padre poiché è sempre stato assente per via del proprio hobby di fotografo naturalista e lo incolpa della morte del fratellino, ma poi l'indagine si allarga intrecciandosi con l'incidente in cui è deceduta Roberta. Manuela e Nathan interrogano l'amante dell'uomo, che si scopre essere responsabile dell'aggressione.
A seguito della confessione di Carolina sul tradimento con Hans, lei e Vincenzo si sono presi una "pausa di riflessione", e lei ha accettato di andare in trasferta con l'amico d'infanzia per qualche giorno, in visita nelle colline del Prosecco di Conegliano per espandere l'azienda, sostenendo che un po' di tempo lontani farà bene ad entrambi. Vincenzo chiede aiuto ad Eva per annullare il matrimonio. Intanto, uno scherzo di Lisa, figlia di Huber, crea involontariamente una serie di equivoci: Vincenzo, infatti, la sente dire al fidanzato e a Paolino di essere incinta e, credendolo vero, tenta in tutti i modi di evitare che Huber lo venga a sapere, confrontandosi con Eva. Durante una cena di famiglia, Nappi vorrebbe rendere pubblica la notizia e solo l'intervento della ex glielo impedisce. Huber li sente parlare di una gravidanza e si convince che quella incinta sia proprio la modella; li convoca entrambi in Commissariato e a quel punto Vincenzo non riesce più a trattenersi e gli rivela che si tratta di Lisa. Più tardi, quest'ultima confida al padre che in realtà non è davvero incinta, lo aveva fatto credere in modo che il fidanzato non la lasciasse (e il figlio di Carolina si era reso suo complice fingendo di essere lui il padre), e scopre che Paolino l'ha fatto perché innamorato di lei, ricevendo una dichiarazione dal ragazzo. Lisa si scusa con lui e si baciano.
Nathan chiede a Manuela di accompagnarlo in ospedale dalla vittima, che lui conosceva (e alla quale aveva chiesto - all'inizio dell'episodio - di far sparire la jeep trovata in una grotta in mezzo al bosco), e le mente riguardo all'ultimo incontro con l'uomo. Nei pressi del rudere di Nathan, Nappi nota tracce di pneumatici che riconduce alla jeep e si fa inviare rinforzi da Belluno per seguirle: arrivano fino al lago (dunque qualcuno potrebbe aver affondato il mezzo), ma le telecamere della struttura sono guaste perché i fili sono stati tagliati.
Dopo aver appreso la verità su Roberta, Gregorio è in collera con Manuela ed evita le sue telefonate e i messaggi, anche se lei vorrebbe chiarirsi. Una sera, lei si reca da lui e finalmente le apre la porta, chiedendole di restare soltanto per il momento in cui verrà l'assistente sociale, però non vuole ascoltarla e la manda via. Successivamente, la prega di tornare affinché possa riavere Andrea; lei afferma che il sentimento nato tra loro era reale, malgrado abbia mentito su altro.
Cercando un vitello della mandria che si è perso, Paron si è ferito ad una gamba ed è rimasto bloccato in una sporgenza di roccia; si accorge di Mirko e gli chiede aiuto: il ragazzo si cala con una corda, che tuttavia si spezza facendolo cadere. Costretti a stare insieme finché qualcuno non verrà a cercarli, i due discutono del loro legame: l'allevatore vuole sapere in chi è riposta la lealtà del figlio, e quest'ultimo replica di aver deciso di credere alla madre quando gli ha raccontato dello stupro subìto, ma Paron osserva che Adele non l'ha mai denunciato. Nel frattempo, Nathan si è messo alla ricerca del nipote, recandosi anche alla comunità "Eden" e facendo quindi preoccupare Adele: trova entrambi il giorno seguente, stremati e privi di forze; li salva e Paron lo ringrazia, poi ripete a Mirko che intende dargli il proprio cognome e renderlo suo erede, dato che l'esperienza vissuta li ha uniti per sempre. Mirko allora, attirato dalle sue promesse e lusinghe, comunica a Nathan che andrà a vivere dal padre, Nathan tenta nuovamente di dissuaderlo sottolineando come Paron sia un assassino, senza successo. Prima di andarsene, Mirko gli dice di volergli bene.
In Valdobbiadene, Hans dichiara a Carolina di essere ancora innamorato di lei e le consegna il contratto per l'acquisizione della nuova vigna da firmare, ma lei si è resa conto di amare ancora Vincenzo e torna a casa. Tra Vincenzo ed Eva, complice la vicinanza, scatta un bacio proprio nell'istante esatto in cui Carolina rientra nell'abitazione e li sorprende in intimità.
Vincenzo informa Manuela dei suoi sospetti su Nathan (potrebbe aver affondato la jeep nel lago facendosi aiutare dal guardiano e poi averlo aggredito per occultare il fatto). Avendo intuito che lui le ha mentito in ospedale, lei si dirige al rudere per parlargli della jeep scomparsa e dell'incidente di Roberta, facendogli capire che il fratello ritiene abbia avuto un ruolo in entrambi i casi; lui però nega di conoscere la donna, fornendo invece un indizio per l'indagine sull'aggressione al guardiano.
I sommozzatori scandagliano il lago, la jeep non c'è (deve essere stata nascosta altrove). Il giudice firma un mandato d'arresto per Nathan, il quale, aspettandosi che la Polizia venisse ad arrestarlo (dopo la conversazione con Manuela), si dà alla fuga attraverso i boschi.
- Citazione finale: "La natura selvaggia contiene delle risposte a domande che l'uomo non ha imparato a porre" (Nancy Newhall)
- Altri interpreti: Alessandro Bedetti (Mirko Sartor), Davide Tucci (Hans Christian), Ludovica Ciaschetti, Francesca Masini (Lisa), Sara Drago, Stefano Chiodaroli, Giacomo Rossetto, Daisy Pieropan, Giacomo Rabbi, Lorenzo Renzi, Selene Gandini, Francesco Articci, Irene Koka (Mela), Alvise Marascalchi (Paolino)
- Ascolti: telespettatori 3 604 000 – share 20,88%[7]

## L'ultima verità
- Diretto da: Enrico Ianniello
- Scritto da: Alessandro Sermoneta

### Trama
A seguito della conversazione con Manuela che gli ha instillato i sospetti della Polizia nei suoi confronti, Nathan si è dato alla fuga attraverso i boschi proprio mentre gli agenti arrivavano per arrestarlo. Nappi è convinto che qualcuno lo abbia avvertito, perciò Manuela ammette di avergli parlato menzionando la jeep e Roberta; il fratello la rimprovera poiché, sebbene in precedenza avesse riconosciuto che di lui ci si potesse fidare, lei non aveva comunque la facoltà di informarlo. Nathan intanto raggiunge "Eden" per parlare con Adele della jeep e l'accompagna in Commissariato, dove lei racconta la verità: Paron si è rivolto a lei per nasconderla (promettendole in cambio di far tornare Mirko) e lei ha chiesto a Nathan di occuparsene; quest'ultimo conduce la Polizia alla grotta in cui aveva trovato il mezzo ma la jeep è scomparsa (Paron ordina ai suoi uomini di distruggerla). Non avendo prove solide contro Paron, Vincenzo chiede a Manuela di parlare con Gregorio, lei si mostra titubante ma poi si reca da lui, il quale le comunica che il Tribunale dei Minorenni ha acconsentito a far rientrare Andrea a casa; non volendo turbarlo, Manuela non ha il coraggio di affrontare l'argomento. Più tardi, glielo dice, rivelando che sospettano di Paron e chiedendogli di pensare a possibili contatti che loro potrebbero aver avuto con lui (e Gregorio ha un flashback di un dialogo con la moglie). Gregorio riabbraccia il figlio. Successivamente, è lui stesso ad andare al capanno per spiegare all'ispettrice che Paron intendeva acquistare una delle sue statue, ma lui si era rifiutato di venderla, infastidendo la moglie dato che avevano bisogno di soldi. Inoltre, aggiunge che tra lui e Roberta le cose non andavano bene da un po' di tempo (non avevano nemmeno più rapporti sessuali). Nathan è certo che sia stato Mirko a dire a Paron dove trovare la jeep e vorrebbe far comprendere al nipote che il padre lo sta "usando", in modo da riuscire finalmente a incastrarlo.
Si valuta l'ipotesi che Roberta fosse l'amante di Paron (il matrimonio con Gregorio era in crisi da prima della nascita di Andrea) e che quindi Andrea possa essere figlio di quest'ultimo e non di Gregorio (la truffa potrebbe non essere collegata all'omicidio): Roberta forse voleva che Paron riconoscesse il bambino altrimenti avrebbe detto tutto alla moglie, e Paron potrebbe averla uccisa per impedirglielo. Per confermare la parentela serve un test del DNA e Manuela dovrà tentare di convincere Gregorio a firmare il modulo di consenso. Appena messo al corrente degli sviluppi, quest'ultimo inizialmente si oppone ma poi dà il proprio assenso. Nappi convoca Paron, che deride la loro teoria e si mostra arrogante, lo sfida e, uscito dal Commissariato, minaccia Adele per aver raccontato della jeep. Nathan assiste alla scena e assicura alla sorella che riusciranno a liberarsene. La moglie di Paron è sempre più insofferente al rapporto che il marito ha instaurato con Mirko, al quale l'uomo dedica molte più attenzioni che a lei (che non può concepire). Adele torna in Commissariato dichiarandosi colpevole della morte di Roberta e scagionando Paron.
Nathan si introduce di nascosto nel ranch dell'allevatore, trova Mirko e gli ribadisce che Paron è un assassino, aggiungendo che Adele si è dichiarata colpevole; sopraggiunge Paron e i due hanno uno scontro fisico, al termine del quale Mirko soccorre il padre. Il test del DNA conferma che Andrea non è il figlio di Gregorio: Manuela va da lui per comunicargli l'esito e prova a confortarlo, ma lui afferma di non rivolere il figlio con sé; lei lo accusa di essere egoista, lui la caccia via e distrugge i bozzetti delle statue. Paron è nuovamente convocato in Commissariato, dove Nappi lo informa del risultato del test: l'uomo finge che non gli importi, allora il Vice Questore e Manuela accennano alla possibilità di parlare con la moglie; Paron si infuria e li minaccia. Rientrato alla villa, confessa alla moglie la relazione extraconiugale avuta con Roberta. Gregorio osserva il figlio giocare a casa dell'assistente sociale. Non sopportando più il peso dei segreti e delle menzogne del marito, la moglie di Paron si presenta spontaneamente in Commissariato: ella afferma di aver sempre saputo dei tradimenti e consegna una fototrappola che lei stessa sei mesi prima aveva posizionato vicino al luogo dell'incidente (per monitorare gli animali); i tecnici della Scientifica potrebbero essere in grado di ripristinare la memoria della telecamera, che potrebbe contenere immagini di quella notte. Manuela consente a Nathan di vedere e parlare con Adele (che è in cella di isolamento) e lui la abbraccia per ringraziarla: la convince a ritrattare la confessione dicendole quanto sia stato importante per lui, nel momento in cui i suoi genitori l'hanno trovato piccolo e spaventato nel bosco, che lei sia stata l'unica a considerarlo una persona invece che una "bestia", e che è grazie a lei se lui ha imparato a vivere nella civiltà.
Nelle immagini della fototrappola appare Mirko: è necessario parlargli, quindi si organizza una vasta operazione di ricerca dato che lui è uscito con Paron a caccia di lepri. Il ragazzo intanto sta pensando di costituirsi, discute con Paron che lo spintona (Roberta voleva denunciarlo) e poi scappa; il padre lo rintraccia, si scusa e gli assicura che affronteranno insieme le conseguenze. Improvvisamente, tuttavia, punta il fucile verso di lui (vuole ucciderlo per impedirgli di andare alla Polizia), arriva prima Nathan (anch'egli partito alla ricerca) che lotta con l'uomo finché non giunge la Polizia che lo arresta e preleva Mirko. In Commissariato, quest'ultimo racconta la verità tra le lacrime: una sera, ha origliato involontariamente una conversazione tra Paron e Roberta, scoprendo che avevano una relazione e che lei era incinta; Roberta insisteva affinché l'uomo lasciasse la moglie (che non avrebbe potuto dargli un figlio) e cominciassero una vita insieme, minacciandolo di rivelare a tutti la gravidanza e di consegnare i documenti sulla truffa alle forze dell'ordine (dicendo di essere stata contattata da Manuela), ma Paron non intendeva dissolvere il matrimonio. Quando lei se n'è andata, Mirko l'ha seguita in auto e l'ha mandata fuori strada soltanto per spaventarla: affacciandosi al guardrail si è però accorto che era morta e non è andato subito alla Polizia perché terrorizzato; ha riferito tutto alla madre che gli ha assicurato che avrebbero fatto sparire la jeep (rivolgendosi a Nathan). Mirko aggiunge di aver agito per proteggere il padre, e Adele comunque lo perdona. Lui e Paron vengono trasferiti in carcere. 
Gregorio si reca al capanno per scusarsi con Manuela: riconosce che è vero che lei gli ha mentito e lo ha ingannato, ma senza di lei non sarebbe niente; ha capito di non voler essere un "fallito", quindi le chiede di accompagnarlo a prendere Andrea, lei accetta con gioia e lo abbraccia. 
Dopo che Carolina, rientrata in anticipo dalla trasferta essendosi resa conto di amarlo ancora, ha sorpreso Vincenzo ed Eva baciarsi, i due si affrontano rinfacciandosi i rispettivi tradimenti (verso di lei quello con Hans) e non trovando un punto d'incontro. Un'altra lite (nella quale lei lo informa di aver deciso di accettare la proposta di Hans di partire per la Germania) viene sentita dai figli, e la coppia è costretta a comunicare loro di aver deciso di separarsi; Paolo e Mela si oppongono e lui, per protesta, si trasferisce a casa di Huber. Eva comunica a Vincenzo di aver ottenuto un impiego come direttrice di una boutique d'alta moda a Cortina, per poter continuare a stare accanto a Mela; mentre Vincenzo apprende da Hans che Carolina ha lasciato a metà il lavoro in Valdobbiadene per tornare da lui. Vincenzo le chiede conferma, lei risponde che è vero, iniziano nuovamente a discutere e finiscono per fare l'amore, ma il mattino seguente lei decide di partire comunque. 
Mela ha qualche linea di febbre così Vincenzo avverte Eva, che raggiunge casa Nappi e poi accetta di restare a dormire (nella stanza della bambina); lui le ammette di apprezzare la sua compagnia e di averla intorno. Paolo videochiama Lisa dall'hotel in cui soggiorna con la madre e Hans, Lisa si lascia sfuggire che Eva trascorre molto tempo con Vincenzo, Carolina la sente e si ingelosisce. Successivamente, è Vincenzo a chiamare Paolo e ad ingelosirsi a propria volta ascoltandolo riferire che Carolina si diverte molto con Hans (nella telefonata ammette anche che con Eva si sente "a casa"). Eva intuisce che l'uomo sente la mancanza di Carolina e gli fa capire che un rapporto non si può basare sul presupposto di salvare l'altra persona e che dovrebbe andare a riprenderla. Vincenzo allora sale in auto per raggiungerla, ignaro del fatto che Carolina abbia avuto la stessa idea (lasciando definitivamente Hans): i due si incontrano casualmente a metà strada, in un rifugio; entrambi si sono resi conto di aver bisogno l'uno dell'altra, lui le dice di voler stare davvero con lei e le chiede nuovamente di sposarlo, lei accetta. Pochi giorni dopo, in chiesa è tutto pronto per la cerimonia nuziale: Vincenzo e Carolina elegantissimi e sorridenti sono seduti davanti all'altare (lei gli sussurra di essere incinta, ma non è chiaro se sia vero o meno), ma lui non vuole iniziare senza la presenza di Manuela, che non è ancora arrivata. Quest'ultima, nel frattempo, è seduta a gambe incrociate sul tetto del capanno: Nathan la raggiunge osservando divertito che solitamente è la sposa a farsi attendere e non la testimone, lei gli dà ragione ma replica che il panorama è splendido, perciò restano in silenzio ad ammirarlo. 
- Citazione finale: "Non smetteremo di esplorare. E alla fine di tutto il nostro andare ritorneremo al punto di partenza per conoscerlo per la prima volta" (T. S. Eliot)
- Altri interpreti: Alessandro Bedetti (Mirko Sartor), Davide Tucci (Hans Christian), Ludovica Ciaschetti (Irene), Valeria Cavalli (Contessa Volpi), Lucia Ceracchi (Maria Chiara Paron), Margherita Tiesi (Roberta), Giacomo Rossetto, Francesca Masini (Lisa), Irene Koka (Mela), Alvise Marascalchi (Paolino)
- Ascolti: telespettatori 4 294 000 – share 24,26%[8]